# Speed Queen (entreprise)
Speed Queen (entreprise) est un fabricant de machine à laver et d’équipement de blanchisserie dont le siège est à Ripon, Wisconsin, aux États-Unis. Speed Queen est une filiale d'Alliance Laundry Systems LLC, aujourd’hui considéré comme le plus grand fabricant mondial de matériel de blanchisserie industrielle. Le groupe propose une grande variété de produits domestiques et commerciaux, dont des lave-linges, des sèche-linges et des laveuses-essoreuses. Ses machines s’adressent aux particuliers, aux gérants d’établissements privés ou publics ainsi qu’aux propriétaires de laveries libre-service.
La marque est bien implantée sur le secteur des laveries automatiques en équipant plus de 70000 laveries à travers le monde. La marque commence à développer un réseau européen de laveries en libre-service. Speed Queen étendra cette activité en Asie, en Amérique latine et en Europe.

## Histoire

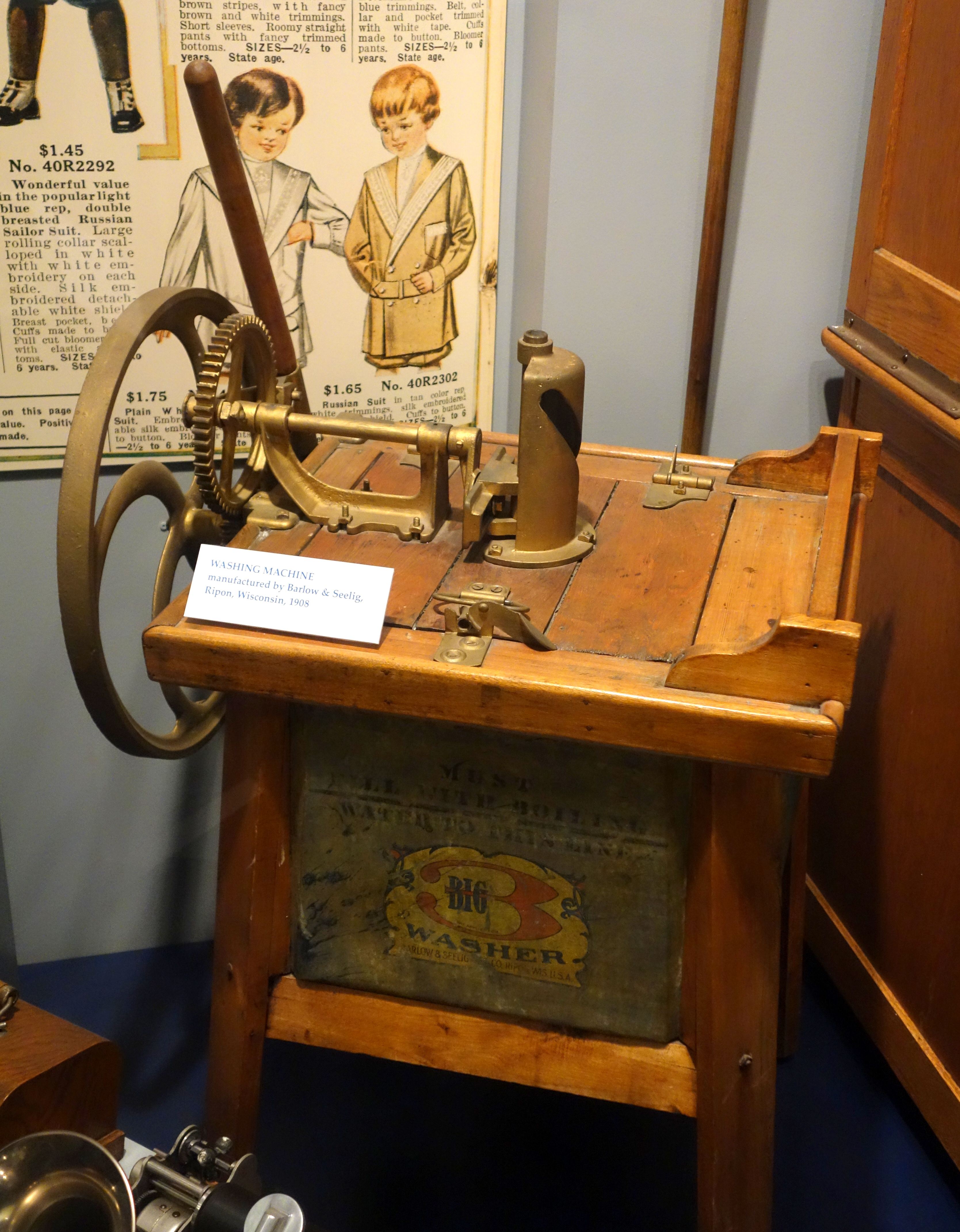
Machine à laver Barlow and Seelig, Ripon, Wisconsin, 1908 - Wisconsin Historical Museum

La société Speed Queen a été fondée en 1908 par Joe Barlow et John Seelig sous le nom « Barlow & Seelig Manufacturing ». Les deux associés ont commencé par améliorer le design de machines existantes. [réf. nécessaire]
Le premier magasin Speed Queen était situé derrière un magasin de matériel à Ripon, Wisconsin. Le premier modèle de machine à laver manuelle s’appelait " White Cloud ". Un commercial parcourait alors les chemins de fer à la recherche de clients et réussit à vendre 13 unités pour un total de 96 $.
En 1911, Speed Queen crée son tout premier lave-linge à moteur électrique. En 1915, la marque introduit sur le marché la première essoreuse multidirectionnelle. Plus tard, en 1922, Speed Queen devient la première société à introduire des tubes en nickel et en cuivre dans ses machines à laver.[réf. nécessaire]
Le nom de marque Speed Queen a été officiellement créé en 1928. En 1939, le nickel et le cuivre ont été remplacés par de l’acier inoxydable, un matériau encore utilisé dans la fabrication des machines actuelles[réf. nécessaire].
Pendant la Seconde Guerre mondiale, Speed Queen a réorienté sa production pour soutenir l'effort de guerre. Plus tard, la marque a été vendue à McGraw-Edison Company, groupe qui possédait aussi Eskimo fans et Toastmaster, puis à Raytheon.[réf. nécessaire]
De 1908 à 1950, l’histoire de l'entreprise est celle d’une expansion constante, y compris pendant la Grande Dépression. Les records de ventes d’une année sur l’autre ont été possibles en raison d’une demande croissante des foyers américains pour les machines à laver et les sèche-linge[réf. incomplète].
En 1998, Raytheon Commercial Laundry, propriétaire de la marque Speed Queen, a été vendu à Alliance Laundry Systems. [réf. nécessaire]
Alliance a gardé ses opérations en grande partie aux États-Unis. La plupart de ses 2 730 employés et de ses installations de fabrication sont installés à Ripon. Le groupe dispose d'installations en Chine et en République tchèque et a ouvert plusieurs filiales en Europe, notamment à Saint Priest.[réf. nécessaire]
Depuis 2015, BDT Capital Partners est l’actionnaire majoritaire d’Alliance Laundry Systems.

## Produits

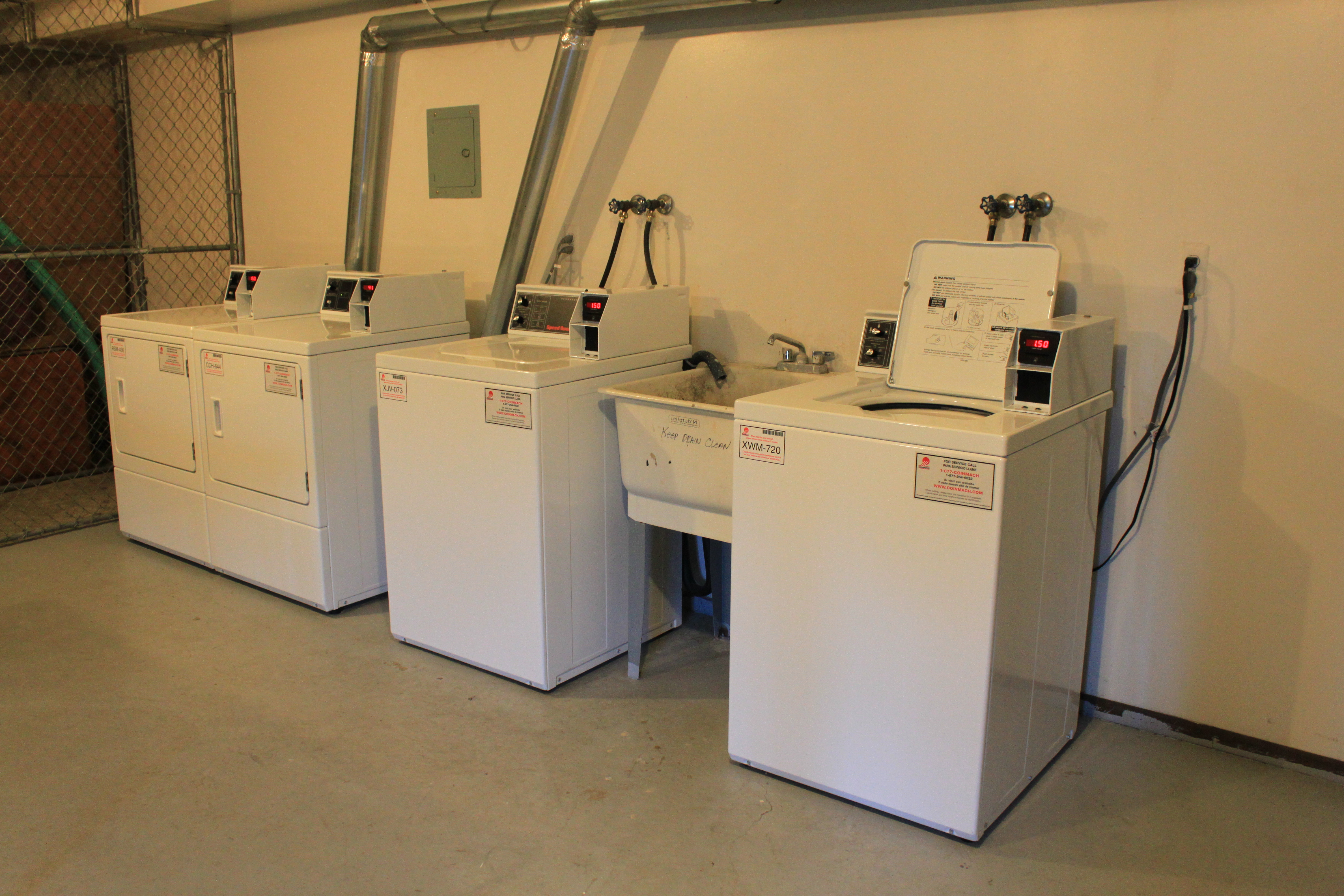
Modèles de lave-linge et sèche-linge Speed Queen

Les produits et services Speed Queen s’adressent aux particuliers, aux gérants d’hôtels et d’établissements hospitaliers – on parle alors de laveries sur site – ainsi qu’aux entrepreneurs. Speed Queen propose aux gérants de laverie une gamme de produits et de services qui comprend le choix de la géolocalisation de la laverie, la création d’un plan d'affaires, les plans d’aménagement du local destiné à la laverie, ainsi que sa maintenance. Parmi les produits principaux de la marque, on trouve les laveuses-essoreuses, les lave-linge, les sèche-linge et les repasseuses.[réf. nécessaire]

## Réseau

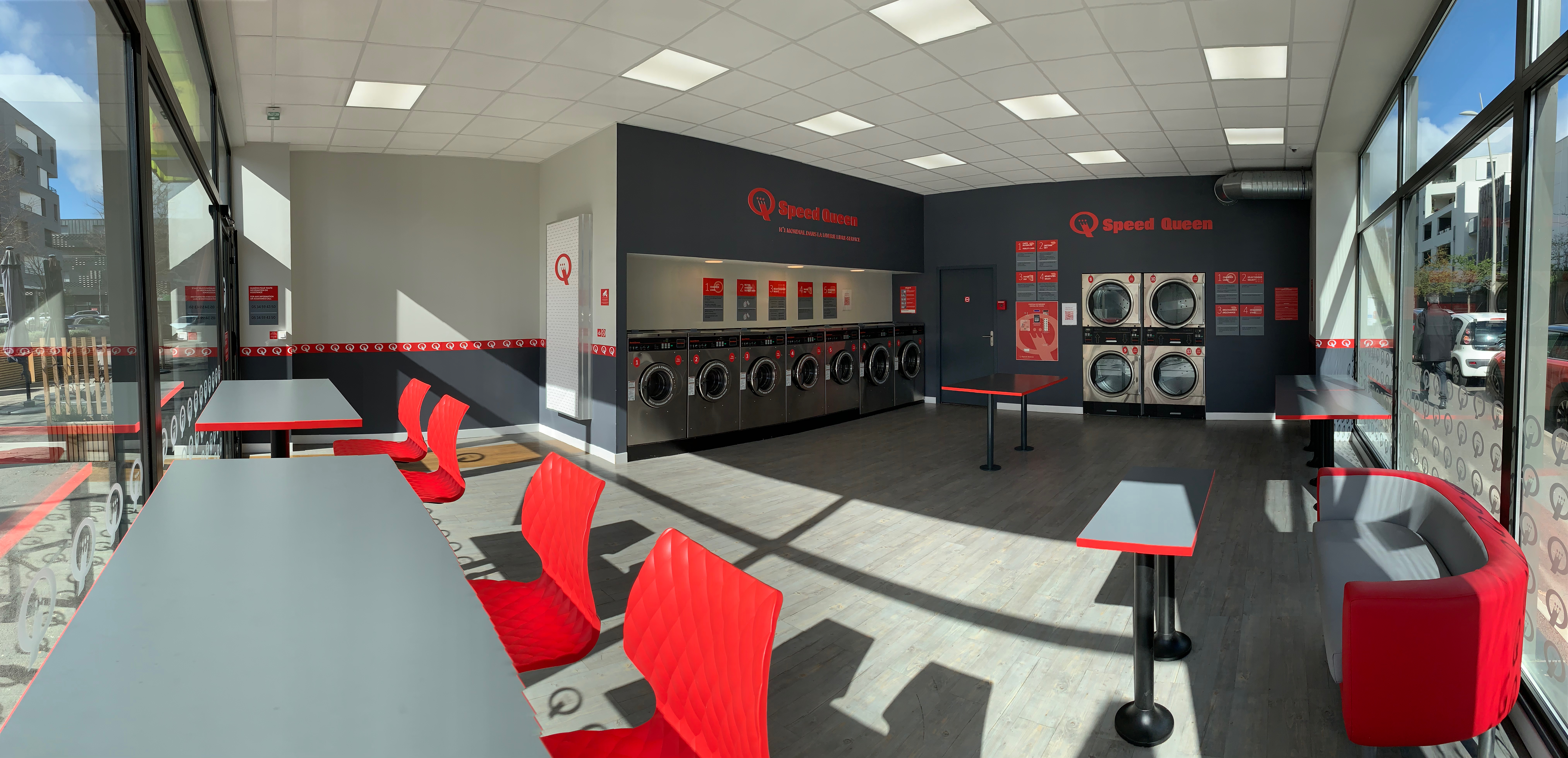
Design intérieur d'une laverie automatique Speed Queen en France (Blagnac-ZAC Andromède)

Speed Queen étend son réseau de laveries à l’international. En Europe, des laveries ont récemment ouvert dans plusieurs villes européennes. L’objectif affiché par les laveries automatiques Speed Queen est d’étendre sa croissance de manière exponentielle au travers des cinq continents d’ici 2020.[réf. nécessaire]
Speed Queen est aussi présent en Amérique du Sud et du Nord, notamment au Mexique et en Colombie, ainsi qu’en Asie.

## Prix et distinctions
En 2016, Speed Queen a été élue pour la troisième année consécutive marque la plus recommandée par les femmes américaines. Le prix décerné - le Women's Choice Award - permet d'identifier les marques les plus recommandées par les femmes selon Delia Passi, CEO et Fondatrice de la WomenCertified Inc.

## Actions caritatives
En 2015, à Washington, Speed Queen organise une collecte de fonds pour mettre fin à la violence conjugale. Speed Queen a aussi participé au don de vêtements organisé à cette occasion et a installé une nouvelle laveuse-sécheuse dans un refuge pour femme.